# Snowbird (pessoa)
Um snowbird é uma pessoa que migra das regiões mais frias do norte da América do Norte para localidades mais quentes do sul, tipicamente durante o inverno. As localidades do sul incluem o Cinturão do Sol e o Havaí nos Estados Unidos, bem como o México e o Caribe. Originalmente, os snowbirds eram, em sua maioria, aposentados ou pessoas idosas, mas atualmente englobam indivíduos de todas as idades.
Por outro lado, um sunbird é aquele que deixa as localidades mais quentes durante o verão, migrando para lugares mais frios, como regiões de maior altitude ou mais setentrionais.

## Perfil
Os snowbirds são tipicamente aposentados que desejam evitar a neve e as baixas temperaturas do inverno do norte, mas mantêm laços com familiares e amigos, permanecendo nessas regiões pelo restante do ano. Nos últimos anos, pessoas mais jovens, com empregos relacionados ao turismo sazonal, frequentemente migram para o sul, acompanhando a temporada turística, em direção a resorts da região. Alguns são também empresários que possuem uma segunda residência em uma localidade mais quente ou cujo negócio pode ser facilmente deslocado de um lugar para outro. Muitas famílias nos Estados Unidos costumam passar suas férias de Natal (até duas semanas) em resorts de praia situados na Flórida, Califórnia, Havaí e Porto Rico. Algumas pessoas sofrem de Transtorno afetivo sazonal e desejam aproveitar as horas de luz prolongadas nas latitudes do sul durante o inverno. Alguns snowbirds levam suas casas consigo, na forma de trailers (montados em chassis de ônibus ou caminhões) ou em barcos que seguem a Costa Leste pela Via Intracostal rumo ao sul.

## Usuários de veículos recreativos
Uma parcela significativa da comunidade snowbird é composta por usuários de Veículo recreativo (RVers). Muitos possuem um Motorhome com o único objetivo de viajar para o sul durante o inverno. Frequentemente, eles vão para o mesmo local a cada ano e consideram os demais usuários de veículos recreativos que fazem o mesmo uma "segunda família". Muitos parques de veículos recreativos se autodenominam "amigáveis aos snowbirds" e obtêm a maior parte de sua renda com o influxo de snowbirds que viajam de RV. Diversas regiões na Flórida e Arizona possuem grandes comunidades de veículos recreativos que surgem e desaparecem sazonalmente. Quartzsite, no Arizona, foi apelidada de "cidade branca", pois, vista de cima, todos os motorhomes cobrem a paisagem de branco e, no verão, desaparecem. Embora historicamente a Flórida e o Arizona tenham sido os principais destinos de snowbirds que viajam de RV, outros estados do sul dos EUA estão vivenciando um boom devido aos snowbirds que desfrutam de climas Deserto e Clima tropical.

## Situação legal
Muitos snowbirds americanos também utilizam suas férias para declarar residência permanente em estados com Imposto de renda baixo ou inexistente e assim obter uma tributação menor sobre a renda de não residentes em seus estados de origem. Por outro lado, os snowbirds canadenses geralmente mantêm a residência no Canadá para preservar os benefícios de saúde. Devido à implementação do Lei de Proteção ao Paciente e Cuidado Acessível há agora implicações adicionais para os snowbirds canadenses nos Estados Unidos.

## Leituras adicionais
- Brent, Paul (28 de agosto de 2012). «O seguro para snowbirds se torna complicado». Toronto Star. p. A13. Sete dicas [relativas ao seguro de saúde] para viajantes que se dirigem para o sul no inverno.